# Sycozoa gaimardi
Sycozoa gaimardi is een zakpijpensoort uit de familie van de Holozoidae. De wetenschappelijke naam van de soort is voor het eerst geldig gepubliceerd in 1886 door Herdman.